# Шумаев, Василий Иванович
Василий Иванович Шумаев (2 сентября 1923 — 18 января 2002) — генерал-майор технических войск ВС СССР, начальник Ленинградского суворовского военного училища в 1977—1986 годах, начальник Уссурийского высшего военного автомобильного командного училища в 1971—1977 годах.

## Биография
Уроженец села Николаевка (Вейделевский район, Белгородская область). Украинец. Окончил восьмилетнюю школу и сельскохозяйственный техникум (1941 год). Кандидат в члены ВКП(б). Призван на фронт в июле 1941 года Россошанским районным военкоматом Воронежской области. В начале войны командовал отделением телефонного взвода Отдельной роты связи 4-й гвардейской стрелковой бригады (гвардии сержант, в составе бригады с февраля 1942 года).
27 ноября 1942 года во время боёв с противником в районе Кадгорон гвардии сержант Шумаев, невзирая на сильный артиллерийско-миномётный и ружейно-пулемётный огонь противника, трижды восстанавливал телефонную линию (дважды восстанавливал её на 8 минут раньше срока, в разгар боя). С 27 по 30 ноября он отвечал за бесперебойное обеспечение командования телефонной связью. 14 апреля 1943 года гвардии старший сержант Шумаев, обеспечивая связью 15-й и 2-й стрелковые батальоны, оказался во вражеском кольце и в течение трёх суток вместе с телефонистом товарищем Ковальчук, будучи раненым в руку и не имея запасов еды, ходил по обороне противника. Шумаев «снял» двух вражеских часовых, перерезав телефонные линии противника, а на третьи сутки, невзирая на вражеский пулемётный огонь, вышел к своим.
Участвовал в войне на Калининском, Закавказском, Северо-Кавказском, Южном, а также 4-м, 3-м и 2-м Украинских фронтах. В конце войны командовал штабным взводом роты связи 308-го гвардейского Сегедско-Будапештского стрелкового полка 108-й гвардейской стрелковой дивизии. С 11 по 12 февраля 1945 года во время приближения отдельных боевых групп немцев к району расположения штаба полка гвардии лейтенант Шумаев организовал круговую оборону, вооружив весь телефонный взвод. В ходе ночного боя были убиты 30 солдат и офицеров противника, пять попали в плен (Шумаев убил шестерых противников). В звании лейтенанта Шумаев также командовал разведывательным взводом в боях в Восточной Пруссии.
После войны курсант Минусинского военного училища. Службу в ВС СССР начал командиром взвода 1-го Военного автомобильного училища (г. Рязань). В 1971—1977 годах — начальник Уссурийского высшего военного автомобильного командного училища. В 1977—1986 годах — начальник Ленинградского суворовского военного училища.
Похоронен в Санкт-Петербурге на Смоленском православном кладбище.

## Награды
- орден Красной Звезды (трижды)[1], в том числе:
  - 23 июля 1945 — за образцовое выполнение боевых заданий Командования на фронте борьбы с немецкими захватчиками и проявленные при этом доблесть и мужество[3]
  - 30 декабря 1956[8]
- орден «За службу Родине в Вооружённых Силах СССР» III степени[1]
- медаль «За отвагу» (6 декабря 1942[8][b]) — за образцовое выполнение боевых заданий Командования на фронте борьбы с немецкими захватчиками и проявленные при этом доблесть и мужество[2]
- медаль «За боевые заслуги» (дважды):
  - 20 мая 1943 — за образцовое выполнение боевых заданий Командования на фронте борьбы с немецкими захватчиками и проявленные при этом доблесть и мужество[4][c]
  - 19 ноября 1951[8]
- медаль «За оборону Москвы» (1 мая 1944)[8][d]
- медаль «За оборону Кавказа» (1 мая 1944)[8][e]
- медаль «За победу над Германией в Великой Отечественной войне 1941—1945 гг.» (9 мая 1945)[8][f]
- медаль «За взятие Будапешта» (9 июня 1945)[8] — за участие в героическом штурме и взятии Будапешта[13]
- другие медали[1]

## Комментарии
1. ↑  По данным наградного листа и приказа от 23 июля 1945 года — Подгоренским районным военкоматом Воронежской области[3]
2. ↑  Фактически награждён 6 декабря 1943[2]
3. ↑  Представлялся к ордену Красной Звезды[4]
4. ↑  Приказ от 4 апреля 1945 года[9][10]
5. ↑  Приказ от 4 апреля 1945 года[11][12]
6. ↑  Из-за отсутствия орденских знаков в части медаль сразу не получил; получил справку о присутствии в составе 308-го гвардейского стрелкового полка 108-й гвардейской стрелковой дивизии[5]